# Gazella gazella
Espèce
Statut de conservation UICN

 EN A2acd : En danger
Statut CITES
La gazelle de montagne ou gazelle Edmi (Gazella gazella) est une espèce de gazelles de la famille des Bovidae du genre Gazella. Les gazelles sont des petites antilopes élancées, agiles, vives et très rapide à la course.

## Liste des sous-espèces
Selon Catalogue of Life (20 septembre 2017) :
- sous-espèce Gazella gazella acaciae Mendelssohn, Groves & Shalmon, 1997
- sous-espèce Gazella gazella cora (C. H. Smith, 1827)
- sous-espèce Gazella gazella darehshourii Karami & Groves, 1993
- sous-espèce Gazella gazella farasani Thoulless & Al Basari, 1991
- sous-espèce Gazella gazella gazella (Pallas, 1766)
- sous-espèce Gazella gazella muscatensis Brooke, 1874